# 브르타뉴 공국
브르타뉴 공국(브르타뉴어: Dugelezh Breizh, 프랑스어: Duché de Bretagne)은 대략 939년부터 1547년까지 존재했던 중세 봉건 국가이다. 공국의 주요 영토는 유럽의 북서쪽에 있는 브르타뉴반도이었으며, 서쪽으로는 대서양, 북쪽으로는 영국해협, 남쪽으로는 루아르강, 동쪽으로는 노르망디와 다른 프랑스 주들과 경계를 이루었다. 공국은 939년 무렵 이 지역에서 바이킹들을 몰아내고 세워졌다. 10세기에서 11세기 무렵까지 이 지역은 정치적으로 불안하여 브르타뉴 공작의 영향력 행사는 직접 다스리는 영지 이외에서 제한적 이었다. 이웃한 노르망디 공국과는 복잡한 관계였는데, 때로는 동맹을 맺기도 했고, 브르타뉴-노르망디 전쟁과 같이 때로는 전쟁을 불사하기도 했다.
잉글랜드의 왕 헨리 2세는 12세기 중반에 브르타뉴를 침략하여 브르타뉴 공작 코낭 4세와 강화를 맺고 1158년에 낭트 백작이 되었다. 헨리 2세의 아들 제프리는 세속권을 지닌 콩스탕스와의 혼인을 통하여 브르타뉴 공작이 되었다. 앙주가는 1204년 프랑스 북부에 있는 그들의 제국이 무너질때까지 브르타뉴의 지배권을 유지했다. 이후 13세기의 남은 기간 동안 프랑스의 왕이 브르타뉴에 영향력을 유지하였다. 브르타뉴 귀족들의 지원을 받은 수도원 제도는 11, 12세기 브르타뉴 전역에 퍼졌고 13세기에는 최초의 탁발 수도회가 브르타뉴 주요 도시들에서 세워졌다. 14세기에 프랑스와 잉글랜드의 지원을 받는 세력들 간에 브르타뉴 계승전쟁이 일어나 공국 지배권을 놓고 계승권자끼리 겨루는 내전이 발발했다.
브르타뉴 공국의 독립 주권은 1488년 프랑수아 2세의 죽음으로 막을 내리기 시작했다. 공국은 그의 딸 안이 상속했지만, 프랑스의 왕 샤를 8세는 안의 혼인을 무효시키고 자신과 결혼시켰다. 이에 따라 샤를은 아내의 권리으로써 브르타뉴 공작 작위를 얻었다. 브르타뉴 공작의 직령지는 최후의 독립 공작이자 프랑스의 왕비이던 클로드 드 프랑스가 사망한 후, 브르타뉴 삼부회의 투표에 따라 프랑스 왕령지로 통합되었다.
프랑스 혁명과 1792년 이래로 프랑스 정부의 다양한 공화정 체제의 결과로서, 브르타뉴 공국은 데파르트망(주) 체계로 대체되어, 프랑스 제5공화국까지 계속되고 있다. 오늘날 브르타뉴 지역의 데파르트망들은 행정 구역인 레지옹에도 속하지만, 브르타뉴 레지옹은 중세 시대의 공국과는 완전히 일치하지 않는다.

## 배경

### 기원

9세기 브르타뉴

10세기 초에 생겨난 브르타뉴 공국은 몇몇 초기 정치 세력들의 영향을 받았다. 브르타뉴 지역으로 로마 제국의 확장이 있기 앞서, 갈리아인 부족들은 아르모니카 반도를 차지하고, 5개의 지역으로 나누었는데, 이것은 브르타뉴 지역에 대한 로마의 행정 구역의 기초를 형성했으며, 공국 때까지도 지속되었다. 라틴어로 아르모리키족(Armorici)이라 명명된 이 지역의 갈리아인들은 로마령 브리타니아에 있는 브리토네스족과 밀접한 관계였다. 4세기와 7세기 사이에 많은 브리토네스족들이 아르모니카로 이주해왔고, 토착민과 혼합되어 후기 브리튼족들을 형성했는데, 이들은 마침내 브르타뉴인이 되었다. 이들의 이주에 대한 이유는 밝혀지지 않았다.  브리튼섬에서의 이주는 브르타뉴의 명칭에도 기여를 했다.
브르타뉴는 각자의 국력을 갖고 경쟁하는 작은 왕국들로 분열되어 있었다. 프랑크계 카롤링거 제국은 8세기에 브르타뉴를 정복했는데, 748년 무렵에 시작하여 799년에 전역을 정복했다. 카롤링거 지배자들은 브르타뉴 토착 통치자들을 사용하여 렌, 낭트, 반을 중심으로 한 단일한 행정 체계를 만들고자 했고, 브르타뉴의 왕들의 영지는 조금만을 유지했다. 카롤링거의 기술력과 문화가 브르타뉴에 영향을 미치기 시작했고, 브르타뉴의 교회들 역시도 카롤링거 방식의 교회와 경쟁을 시작했다.
시간이 흘러 공국에 가장 큰 영향은 9세기에 단일한 브르타뉴 왕국 성립이었다. 831년에 루도비쿠스 1세 피우스는 브르타뉴인들의 지배자인 반 백작 노미노에를 잉겔하임 순찰사로 임명하였다. 840년에 루도비쿠스가 죽고나서, 노미노에는 제국에 침입해온 바이킹들의 약탈에 자극을 받아, 신임 황제 카롤루스 2세 칼부스에 도전했다. 카롤루스 2세는 브르타뉴인과 바이킹들에게 서프랑크 왕국을 지키기 위해 네우스트리아 변경백령을 만들었다. 에리스포에는 신속한 공격이 신임 브르타뉴인 지도자에게 효과적이라고 생각한 카롤로스 2세 칼부스와 싸웠다. 에리스포에는 장글랑 전투에서 승리를 거뒀고, 851년 앙제 조약으로 브르타뉴의 독립권이 보장되었다.
새롭게 건국된 브르타뉴 왕국은 바이킹들의 공격에 취약하다는 것이 증명됐고 그들의 공격에 무너졌다. 853년에 바이킹 고드프리드는 그의 함대와 함께 센강에서 떠나 브르타뉴반도 주변을 항해하고 낭트를 약탈했다. 에리스포에는 다른 바이킹 함대 지휘관인 시드로크와 동맹을 맺었지만, 그는 그를 배신하여, 바이킹들에게 에리스포에의 패배라는 결과를 발생시켰다. 쇠약해진 에리스포에는 암살을 당한 857년까지 통치를 했고 그뒤를 사촌이자 경쟁자인 렌과 낭트 백작 살로몽이 이어받았다. 바이킹들은 약탈을 계속했다. 알랑 1세는 900년경에 바이킹 무리들의 공격을 성공적으로 격퇴시키고, 레옹, 동노네, 코르누에유 같은 브르타뉴 영토 뿐만 아니라 푸아투와 앙주 서부 지역과 더불어 렌, 낭트, 쿠탕스, 아브랑슈 같은 프랑크족들의 영지로 확장하였다. 알랑 1세의 군사적 성공은 바이킹의 공격에서부터 평화로운 시기를 만들어냈고 900년에서 907년 내내 소수의 바이킹들의 침입만이 기록됐다.
907년에 알랑 1세가 죽고 나자, 브르타뉴는 바이킹들에게 다시 한번 황폐화되었다. 앙주 백작 풀크 1세는 그가 바이킹들의 침입으로부터 낭트를 포기한 907년과 919년에 낭트를 차지했다고 전해진다. 919년에 대규모 바이킹 함대의 지휘관 로근발드르가 낭트에 상륙했고, 재빨리 그 지역을 지배했다. 이 침입은 “행정 당국에 의존하는 지방 세습 관리”인 마시티에(machtierns)를 포함한 브르타뉴인들의 이주를 가속화했다.  망명객들에는 포에르 백작 마튀에도이 1세와 그의 아들이자 알랑 1세의 손자 알랑 바르베토르트가 있었고, 이들은 잉글랜드로 날아나 대에드워드와 에드워드의 아들 및 후계자 애설스탠등 궁전에서 망명 생활을 했다. 이 시기에 대한 기록은 937년에 알랑 바르베토르트가 바이킹들을 몰아내기 위해 돌오고 과거 카롤링거 제국의 형태를 복원할까지 거의 기록되지 않았다.

## 역사

### 10세기
브르타뉴 공국은 936년 잉글랜드에서 바르베르토르트가 브르타뉴로 돌아오고나서 생겼다. 바르베르토르트는 알랑 2세로서 코르누아이와 낭트 백작 작위들을 주장했고, 새로운 브르타뉴 공작 (Brittonum dux)이라는 이름으로 다스렸다. 방어화된 마을들과 수도원 지역들로 이뤄진 작은 조직을 사용하여, 알랑은 바이킹들의 침입을 몰아냈다. 939년 8월 1일에 렌 백작 지디카엘 베렝가르와 멘 백작 위그 1세의 도움으로, 그는 트랑라포레 전투에서 바이킹들을 패배시키고, 브르타뉴에서 바이킹들의 축출을 완료했다. 알랑의 공작령은 남쪽에 마그, 티포그를 얻었지만, 이전의 브르타뉴 왕국보다는 훨씬 작았고, 공작들도 콩탕탱, 아브랑챙, 마옌 지역을 더 이상 지배하지 못 했다. 알랑은 942년에 브르타뉴의 안위를 위해 프랑크의 루도비쿠스 4세에게 경의를 표했다. 오랜 켈트족의 영향에도 불구하고, 새로 생긴 공국은 브르타뉴 전역에 생긴 카롤링거계 국가들과 많은 점에서 유사했다. 시간이 흘러, 강력한 지방 영주들의 조직이 브르타뉴에서 생겨나, 모트 앤 베일리성들을 차지하고 공작에 대해 느슨한 봉건적 충성을 하였다. 브르타뉴 동쪽이 가장 먼저 변화를 했고, 이 제도는 북쪽과 남쪽, 서쪽의 먼 지방으로 퍼지는데 몇 십년이 더 걸렸다.
알랑 2세는 샤르트르 백작 블루아의 티보 1세와도 동맹을 맺었다. 알랑 2세는 티보의 자매 아델라이드와 혼인을 했고, 렌에 모든 방식으로 티보에게 영향을 미쳤다. 하지만 알랑 2세의 죽음은 브르카뉴에 공허를 남기고, 노르만들이나 앙주 세력의 침입에 피해를 받기 쉽게 했다. 결국 티보의 동맹이자, 얼마전에 홀아비가 된 앙주 백작 풀크 2세가 알랑 2세의 과부와 혼인을 했다. 알랑 2세가 죽을 때, 그의 아들 드로공이 그 뒤를 이었다. 드로공의 통치는 공국의 후계자가 미성년자 기간에 섭정 통치로 시작됐다. 드로공의 통치 기간 내내, 그는 숙부인 블루아 백작 티보 1세 (그는 돌의 대주교 비코엔과 렌 백작 지디카엘 베렝가르에게 공작령의 관리를 맡겼다)과 양아버지 앙주 백작 풀크 2세의 섭정 통치라는 그림자에 있었다.
드로공의 통치하에서 공작령은 정치적 불안정이 계속됐고 그는 그의 가계를 유지 할 수 없었다. 958년에 드로공이 죽자, 알랑 2세의 사생아 두 명 오엘과 그리크 (Guerich)는 낭트 백작으로서 공작령에 대해 그들의 권리를 지키기 위해 행동을 취했지만 이 시도는 실패하고 말았다. 990년에 지디카엘 베렝가르의 아들이자 Pascweten의 손자 렌의 코낭 1세가 브르타뉴 공작이 되었고 브르타뉴 공작 작위는 렌에게 넘어가게 되었다. 코낭 2세는 단 2년만을 통치했고 992년 6월 27일 콩크루엘 전투에서 동서 사이인 앙주 백작 풀크 3세와 싸우다 전사했다. 그의 아들 브르타뉴 공작 조프루아 1세가 뒤를 이어받았다. 블루아는 코낭의 상속을 위협했다. 그러자 낭트 가문 출신인 조프루아 1세 공작은 노르망디 공작 리샤르 2세와 결혼 동맹을 맺었다. 교회의 결혼 승인 행사는 몽생미셸섬에서 열렸다. 조프루아는 리샤르 2세의 자매 노르망디의 하부아즈, 리샤르 2세는 조프루아 1세의 자매이자 코낭 1세의 딸 브르타뉴의 쥐디스와 결혼을 했다.

### 11세기

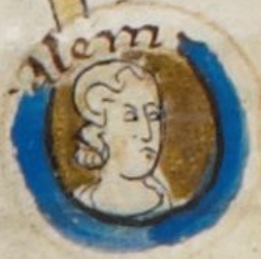
알랑 3세 공작

11세기는 노르망디와의 동맹이 깨진 것이 특징이었다. 정복왕 윌리엄은 브르타뉴 공작들에게 싸움을 걸었고, 그들은 프랑스 왕과 동맹을 맺었다.
1008년에 조프루아 1세의 죽음은 리샤르 2세가 그의 조카인 알랑 3세가 미성년자 기간에 어린 공작임을 이용하여 반기를 들은 백작들이 있던 브르타뉴에 직접적인 간섭을 하도록 했다. 후견임은 알랑 3세가 노르망디의 윌리엄의 주요 후견인으로 지명됨으로써 주고 받았다. 알랑 3세에 의해 윌리엄의 후견인으로 선임된 로베르 1세는 "후계자 자리를 두고 경쟁하지 않을 가까운 친족"이었다. 윌리엄 공작의 후견인임 시절에, 알랑 3세는 윌리엄의 숙부들인 기베르 백작과 루앙 대주교 로베르 2세와 동맹을 맺었다. 하지만 1037년에 로베르 대주교가 사망하면서, 불안정을 겪었다. 알랑 3세는 로베르 1세의 두 동생들에게 영지와 작위를 내려주고 노르만 공작 가문의 힘을 강화시키며, 혼란에 대응했다. 허나 1040년 10월 1일에 알랑 3세는 비무티에에 있는 반란군의 성에 갖힌 채 독살당하였다. 얼마 안 있어 기베르 백작이 사망함과 동시에 그의 죽음으로 노르망디의 긴장은 증가했다. 노르망디의 후견인임 사이의 경쟁 세력이 생겼고, 그 중 하나가 상속권을 주장하며 알랑 3세의 후계자인 코낭 2세를 누르며 브르타뉴에 개입했다.

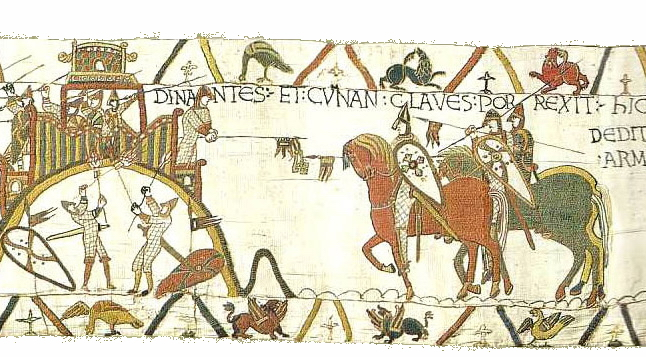
바이외 태피스트리에서의 디낭 공격

8살 무렵의 코낭 2세는 알랑 3세의 형제 펭티에브르 백작 에옹이 공작의 섭정을 맡은 체, 브르타뉴 공작이라는 아버지 알랑 3세의 자리를 이어받았다. 그러나 코낭이 성년 16세가 된 1048년 무렵에 에옹은 권한을 양도하길 거부했다. 숙부와 조카 사이에 집안 분쟁 동안에 코르누아이의 오엘은 코낭의 상속을 압박하던 에옹을 지지했다. 에옹은 자매 코르누아이의 아녜스와 혼인하여 오엘과 동서 사이였다. 1057년 쯤에 코낭 2세는 에옹을 사로잡아 구금시켰다. 그는 그 해 말에 코르누아이의 오엘과 타협을 했다. 코낭 2세는 그의 아버지가 후견인으로 있었던 노르망디 공작 윌리엄이 후원한 반란을 포함해 브르타뉴내 친노르망디 세력이 취한 수많은 위협을 맞이 했다. 윌리엄은 코낭의 정권에 대한 도전자들을 지원했고, 그의 사촌이자 브르타뉴 공작에게 맞서 반란을 일으키라고 부추겼다. 윌리엄은 구금 중이던 에옹의 가문과 관계를 유지했다. 이에 대항하여, 코낭은 가톨릭 교회가 혼외 자식 문제에 대해 교회가 인정한 결혼에서 태어난 합법적인 상속인을 선호하기 시작하면서, 윌리엄을 상대로 노르망디 공작이라는 그의 합법적인 권리임을 조장했다. 이 경쟁 관계는 브르타뉴와 노르망디 사이의 전쟁으로 이어졌다.
브르타뉴와 노르망디 사이의 1064–1065년 전쟁 (브르타뉴-노르망디 전쟁)은 윌리엄 공작이 돌콩부르 공작 돌의 리발롱 1세가 코낭 2세를 상대로 일으킨 반란을 지원하면서 유발되었다.]  앵글로색슨 잉글랜드 침공 이전인 1065년에 윌리엄은 자신의 사절이 교황의 배너를 가지고 온 것을 근거로 들며, 브르타뉴와 앙주에 있는 그의 경쟁 상대들에게 자신의 공작령을 공격하는 걸 자제하라고 경고했다. 그러나 코낭 2세는 경고를 무시하고 윌리엄을 상대로 어떠한 장점을 억누르고 전쟁을 선포했다. 윌리엄이 잉글랜드 왕위를 차지하기 위한 계획을 꾸미는 동안에, 브르타뉴에서 그의 힘을 강화했고 윌리엄이 부재인 것을 이용하여 노르망디를 침공할 계획을 세웠다. 하지만 그는 먼저 또다른 오래된 경쟁 상대인 앙주를 무력화 할 필요가 있었다. 앙주가 안정화되면, 그는 멘과 그 뒤에는 노르망디로 진격할 계획이었다. 그러나 앙제 공성전 기간인 1066년에 그는 독이 묻어 있는 승마용 장갑을 끼다가 죽고 말았다. 윌리엄 공작이 이 암살을 계획했을 것이라 널리 여겨진다.
정복왕 윌리엄은 일부 브르타뉴군이 포함된 군대를 이끌고 1066년에 성공적으로 잉글랜드 침략을 이뤘다. 윌리엄은 잉글랜드 왕위를 차지하기 위한 곧 있을 전쟁을 위한 원정군에 브르타뉴인들을 끌어들일 수 있었는데, 아마 윌리엄 휘하의 브르타뉴인 지휘관들이 알랭 르 루 (펭티에브르의 에옹의 아들) 같은 브르타뉴 영주들의 차남이였기 때문일 것이다. 브르타뉴인이 포함된 원정군은 최소 세 개의 큰 규모의 부대가 참전했는데, 그 중 두 개는 브르타뉴 공국의 미래에 오랜 기간 관련있게 되었다. 그 중 한 부대는 잠시 서퍽 백작이였던 랄프 드 가엘이 이끌었다. 1075년에 그는 '브르타뉴 반란군'의 지도자였다. 랄프는 브르타뉴로 돌아가 거기서도 브르타뉴 공작을 상대로 반란을 일으켰다가 결국엔 타협을 하였다. 잉글랜드의 남쪽과 서쪽 영토를, 윌리엄은 브르타뉴나 잉글랜드 둘 중에 하나에 속하기 보다는 변덕스럽던 브르타뉴 귀족 세력들에게 부여해줬다. 이 세력은 하나로 통합시켜줄 단일한 지도자를 두지 못 했다. 이 세력의 인물 중에는 잠시 윌트셔의 백작이던 레옹 자작 레옹의 에르베가 있었다. 제3의 세력들은 리슈몽-펭티에브르 가문과 연관이 있던 귀족들이었다. 펭티에브르의 에옹은 코낭 2세의 주적이었다. 윌리엄 1세의 지휘하에서, 에옹의 아들 중 3명 (알랑, 에티엔, 브리앙)이 리치먼드 자작령, 서퍽의 영지, 리치먼드와 콘월의 백작령을 포함한 많은 영토를 부여받았다.
1066년에 또한 하부아즈가 여공작으로서 형제인 코낭 2세의 뒤를 이었다. 그녀는 코르누아이의 오엘과 혼인했다. 오엘은 브르타뉴 공작 오엘 2세로서 통치를 했고 1156년까지 지속된 케르네브 (Kernev) 가문의 브르타뉴 통치를 시작하였다. 오엘은 렌, 팡티에브르, 레옹, 코누아이유, 브로에레크, 낭트 등 6개의 크개 독립된 지역으로 나뉜 분열된 브르타뉴를 상속받았다. 공작의 권력은 팡티에브르와 레옹에 존재하지 않았고, 심지어, 브르타뉴 나머지 지역에서 공작의 권력이 자신의 영지 밖으론 넘어서지 못 했다. 브르타뉴의 자작들은 자신의 영지를 대가로 그에게 충성을 하고 있었기에 자신들을 공작의 어떠한 방식의 가신이라고 느끼지 않았으며, 자신들의 이익에 해당하다고 느꼈을 경우에만 공작의 회의에 참석했었다.

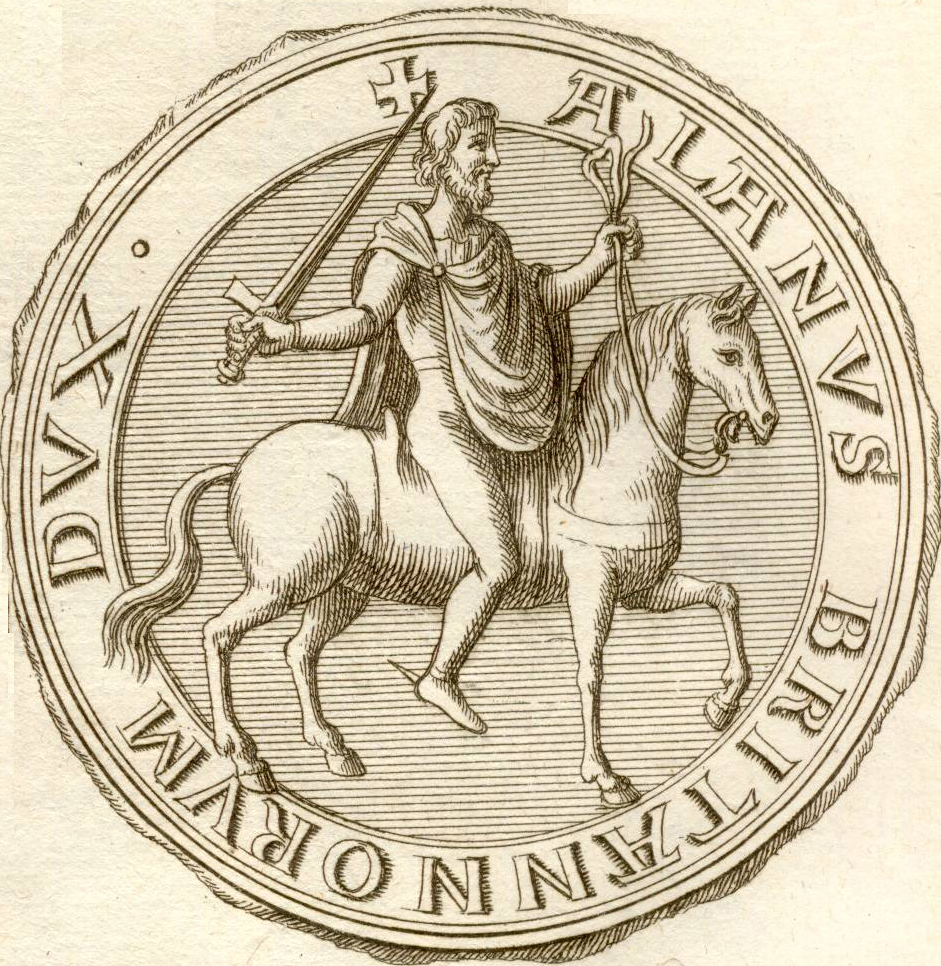
브르타뉴 공작 알랑 4세의 인장

브르타뉴와 노르망디 간 오랜 적대관계는 11세기 말에 다시 부상했다. 1075년 쯤에 오엘은 젊은 프랑스의 왕 필리프 1세와 동맹을 맺으며 노르만에 맞서는 브르타뉴의 전통적인 정책으로 회귀했다. 1075년 잉글랜드에서 반란이 실패하고 브르타뉴에서 망명하던 랄프 드 가엘은 돌에 있는 그의 거점에서 노르망디 공격을 이끌었다. 1076년에 잉글랜드의 왕 윌리엄은 랄프를 몰아내기 위해 브르타뉴에 군대를 이끌며 보복했지만, 브르타뉴와 프랑스 연합군에게 처참한 패배를 당했다. 평화 협상에서 윌리엄이 당시에 약혼이라는게 없었지만, 브르타뉴의 후계자 알랑 4세에게 그의 둘째 딸 콘스턴스를 시집 보내며 이루어졌다.
1086년 쯤에 알랑 4세는 윌리엄이 일으킨 침략 이후에 브르타뉴 공국을 강제로 포기했다. 평화 조약이 같은 해에 발효되었고, 협상 중에 알랑 4세는 윌리엄의 둘째 딸 잉글랜드의 콘스턴스와 혼인해야만 했다. 이 결혼식은 노르망디의 바이외에서 열렸을 것이다. 맘스버리의 윌리엄은 콘스턴스가 ‘보수적이고 엄격한’ 생활 양식 때문에 브르타뉴의 궁정에서 인기가 없었다고 저술했다. 맘스버리의 윌리엄은 또한 알랑 4세가 콘스턴스를 독살시켰다고 주장하기도 했지만, 그의 주장은 증명된 것은 없다. 오더릭 바이탈리스는 콘스턴스 공작부인이 브르타뉴인들의 복지를 증대시키는 모든 방법을 했고, 브르타뉴인들은 1090년에 그녀가 사망할 때 깊은 비탄에 잠겼다고 썼다.
1092년, 알랭 4세는 르동 수도원에 영지를 기부했고, 1093년 쯤에, 잉글랜드-노르만의 영향력에 맞서기 위해 앙주 백작 풀크 4세와 정치적 동맹의 일환으로써 앙주의 에르멩가르드와 두 번째 혼인을 했다. 에르멩가르드 사이에서 그녀는 어린 나이에 사망한 아들 조프루아, 코낭 3세 그리고 딸 하부아즈를 두었다. 하부아즈는 플랑드르 백작 보두앵 7세와 혼인했다. 1098년, 알랭 4세는 제1차 십자군 전쟁에 참여하여, 12세기 초에 돌아올때까지 브르타뉴를 그의 아내 앙주의 에르멩가르드의 섭정 통치하에 두었다. 에르멩가르드는 렌보다는 고향인 앙주에서 가까운 낭트에서 통치했다.

### 12세기

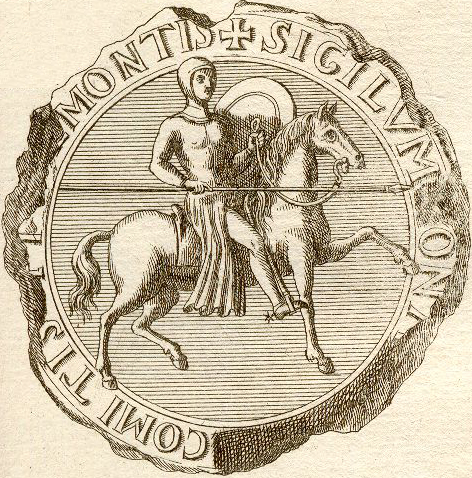
브르타뉴 공작 코낭 4세의 인장

알랭 4세는 1101년에 십자군에서 돌아왔다.1112년에 알랭 4세의 아들 코낭 3세는 은퇴하여 르동 수도원로 간 아버지의 퇴위로 브르타뉴를 계승했다. 1113년 쯤에 코낭 3세는 잉글랜드의 왕 헨리 1세의 사생녀 마틸다와 혼인했다. 마틸다 사이에서 그는 오엘, 베르트, 콩스탕스 등 3명을 두었다. 그는 통치 기간에 브르타뉴의 지배를 강화했다.
블루아의 에티엔이라고도 알려진 잉글랜드의 스티븐, 그리고 폐위된 마틸다 왕후 간에 계승 분쟁 시기, 코낭 3세는 스티븐 왕과 동맹을 맺었다. 앙주의 조프루아 5세와 마틸다 왕후의 지지를 얻지 못한 혼인은 그녀의 아버지 헨리 1세에 의해 강제로 이뤄진 것이였고, 브르타뉴, 노르망디, 앙주 사이의 오랜 적대 관계를 반영했다. 코낭 3세는 앙주가의 영향력에 맞서고 브르카뉴의 독립을 유지할 방법을 모색했다. 스티븐과 동맹으로 코낭 3세는 마틸다에게 선수를 칠 유럽대륙의 동맹이 필요한 스티븐에게 더 많은 영향력을 바랬다. 마틸다는 노르망디와 앙주의 힘을 합칠 수 있었다.  앙주 제국의 서쪽에 있는 브르타뉴의 위치는 마틸다에게 맞서는 스티븐이 공격할 수 있는 노출된 넓은 지역들을 관제했다.
1138년에 코낭 3세의 딸 베르트사 스티븐 왕의 지지자인 펭티에브르의 알랑에게 시집을 갔다. 그의 지지로, 스티븐은 코낭의 사위 알랑을 두 번째로 만들어진 초대 리치먼드 백작으로 임명했으며, 이전에는 알랑의 숙부 알랭 드 루 (Alain Le Roux)가 지니고 있었다. 이후 1146년에 알랑이 죽자, 베르트는 잉글랜드에서 브르타뉴로 돌아갔다. 코낭 3세는 1148년 그의 침실에서 죽을 때 아들 낭트 백작 오엘에게 공국의 상속권을 주지 않았다. 이 행동으로, 베르트는 그의 상속인이자 브르타뉴 여공작이 되었다. 그래도 오엘은 자신이 보유하던 낭트 백작령을 유지했다.
리치먼드 백작부인이라는 미망인 지위를 갖고 있던 여공작 베르트는 앙주 영향력에 맞서 잉글랜드의 스티븐과 브르타뉴 간의 동맹을 유지했다. 그러나 이 전략은 스티븐의 아들 유스터스가 1153년에 갑작스럽게 사망하면서 유지할 수 없게 되었다. 유스터스의 죽음은 마틸다의 아들 헨리에게 잉글랜드에 군대를 이끌고 침공하고 어머니의 주장을 누를 기회를 주었다. 월링퍼드 조약에서 스티븐은 마틸다가 아들들의 요청으로 그녀의 계승권을 포기한 것과 함께 스티븐은 헨리를 자신의 후계자로 인정해야만 했다. 이 조약은 헨리와 그의 형제 조프리의 보복성의 침입으로 알려졌다.
1156년 초에 베르트가 사망하자, 그의 아들 코낭 4세가 공작 자리를 계승할 것이라고 예견됐다. 허나 그는 양부이자 어머니 베르트의 재혼남인 포로에트 자작 오도 (오도 2세라고도 알려짐)가 그의 계승을 부정했는데 오도 2세는 브르타뉴에 대한 그의 권력을 놓을 것을 거부했다. 오도 2세는 세력을 모으기 위하여, 상속받지 못한 낭트 백작 오엘과 브르타뉴를 나눠지기로 협의를 맺었다. 하지만 이 당시에 오엘은 낭트 내에서 조프루아가 부추긴 반란의 위협에 있었고, 그는 오도를 도우러 군대를 보낼 수가 없었다. 코낭 4세는 브르타뉴에 상륙하여 렌을 점령하는 동안, 그의 동맹 라울 드 푸제르 (Raoul de Fougères)는 오도를 붙잡아 감금했다. 코낭 4세는 렌에서 공식적으로 브르타뉴 공작위에 올랐다. 코낭 4세가 1156년에 그의 영지를 하나로 통합하는 동안에, 조프루아는 오엘에게서 낭트를 차지했다. 1158년에 조프루아가 죽자, 코낭 4세는 낭트를 점령하여 다시 한번 브르타뉴를 통일시켰다. 하지만 당시 잉글랜드의 왕인 헨리 2세가 코낭의 부계쪽 영지인 리치먼드 백작령을 차지했다. 헨리는 낭트를 돌려줄 것을 요구했고, 코낭 4세가 낭트를 반환하여 소유권을 얻어, 그는 낭트 백작이 되었고, 브르타뉴 공작에 대한 의무는 없었다 (나중에 브르타뉴 공작들이 낭트를 결국엔 브르타뉴로 재통합시켜냈다).
헨리 2세는 코낭 4세를 상대로 일어나는 브르타뉴내 폭동과 반란을 조장을 계속 벌였다. 이에 대항해 코낭 4세는 헨리 2세의 지지자인, 그의 숙부 앙리 백작에게서 트레기에, 갱강을 점령했다. 리치먼드는 나중에 헨리 2세와 조약을 맺은 해에 코낭 4에게 반환됐다.
1160년 쯤에 코낭은 헨리에게 굴복하고 만다. 강화 협상 조건에 따라, 코낭은 1160년에 헨리의 친척 스코틀랜드의 마거릿과 혼인해야만 했다.
이후, 코낭 4세는 헨리 2세의 지원을 받았을 수도 있는 남작들의 추가적인 반란에 직면하게 되었다. 코낭은 이 반란을 끝내는데 헨리 2세네게 도움을 청했다. 도움을 대가로, 헨리 2세는 플랜태저넷가의 상속에 브르타뉴의 상속을 합치려는 정책을 계속하기 위해, 코낭의 외동딸이자 후계자인 콩스탕스와 헨리 2세의 아들 제프리 플랜태저넷의 약혼을 해야한다고 주장했다.

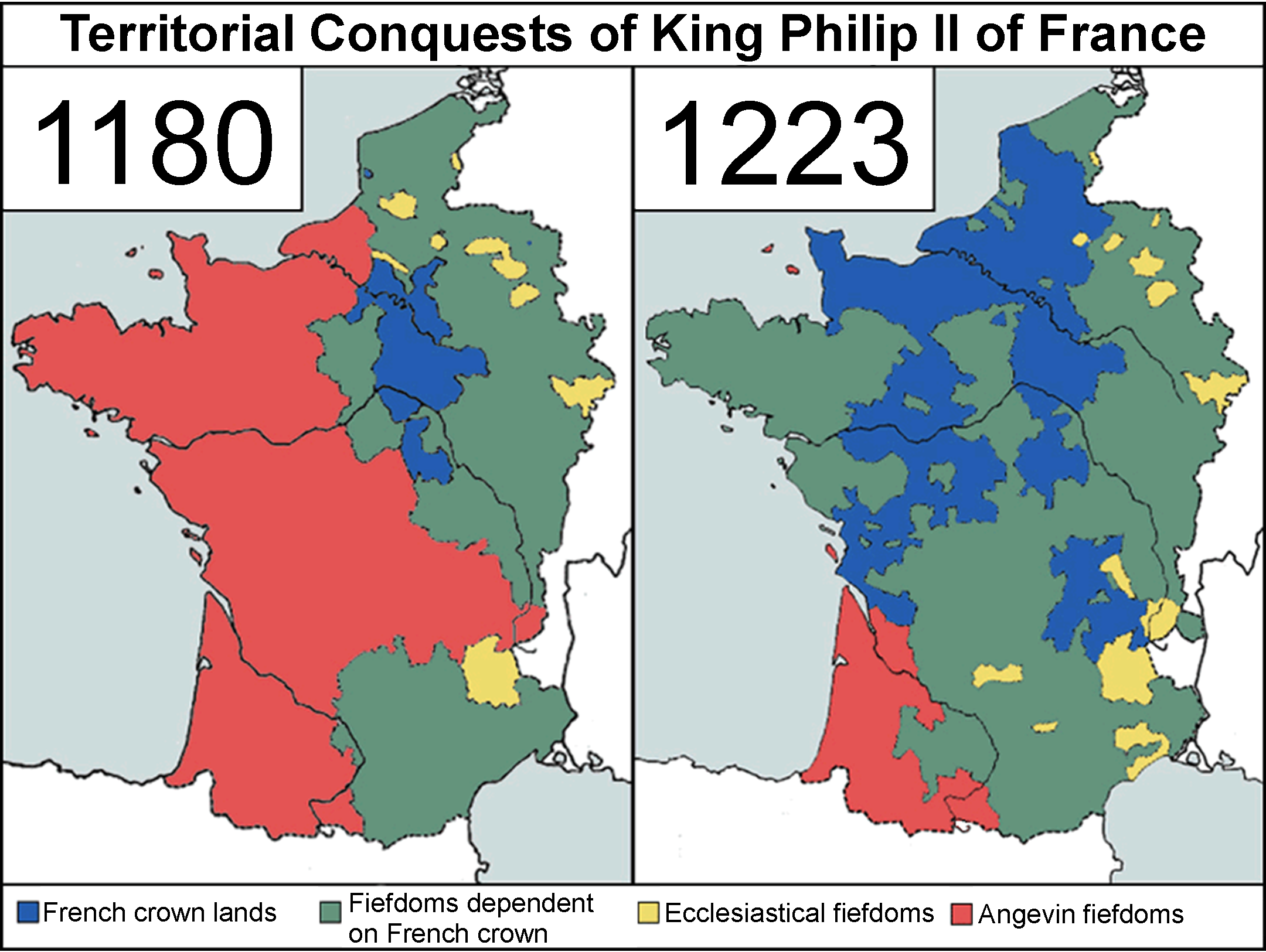
필리프 2세 시기 프랑스의 영향력 성장

1166년에 아버지가 퇴위하자, 비록 헨리 2세가 콩스탕스가 제프리와 혼인할 때까지 브르타뉴를 보유하긴 했지만 여공작이 되었다. 제프리와 콩스탕스는 제프리가 파리에서 열린 토너먼트 경기에서 승마 사고로 밟혀 죽은 1186년까지 공동으로 통치했다. 콩스탕스는 그후 단독으로 다스렸다. 헨리 2세는 1188년 또는 1189년 2월 3일에 콩스탕스와 제5대 체스터 백작 래눌프 블론드빌의 혼인을 주선했다. 헨리 2세가 1189년에 사망하였고 그 뒤를 리처드 1세가 계승했다. 남계 후계자가 없었던 리처드 1세는 그의 조카이자 콩스탕스의 아들 브르타뉴의 아르튀르 1세를 필리프 오귀스트와 시칠리아의 탕크레디 1세의 서명을 받아 그의 추정 상속인이라 공식 선언을 했다.
아들의 지위와 재산을 늘리기 위하여, 브르타뉴 여공작 콩스탕스는 1196년 브르타뉴 정부에 아르튀르를 포함시켰다. 같은 해, 래눌프가 콩스탕스를 감금시키면서 이 둘의 혼인 관계는 악화되었다. 그녀의 수감은 브르타뉴 전역에 그녀를 대신한 반란들을 불러일으켰다. 래눌프는 커저가는 압력에 굴복하고 1198년에 여공작을 석방했다. 콩스탕스는 1198년에 래눌프와의 혼인을 무효화했다 (이 결혼 생활에서 자녀는 없었다). 그 해 말에 콩스탕스는 앙제에서 투아르의 기을 두 번째 남편으로 들였다. 이 기간에 콩스탕스는 아들 아르튀르가 비록 리처드 1세의 후계자라는 직위를 지녔음에도 자신의 옛 남편인 조프루아 2세의 정책을 추구하며, 프랑스와 동맹을 맺을 것을 조언했다. 콩스탕스는 투아르의 기 사이에서 둘 또는 세 명의 딸을 낳았다. 첫째는 투아르의 알릭스, 그 뒤로 투아르의 카트린 (1201년-1240년경)과  투아르의 마르그리트 (Margaret of Thouars, 1201년-1216/1220년경)이 태어났다. 콩스탕스는 출산 중에 합병증으로 사망했다.

### 13세기

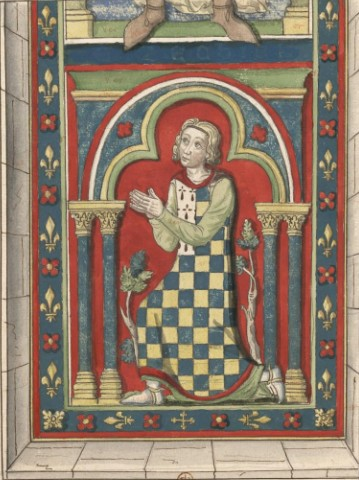
알릭스의 혼인을 통한 명예 (jure uxoris) 브르타뉴 공작이자, 아들 장 1세의 섭정 피에르 모클레르크

13세기에 잉글랜드와 브르타뉴간의 동맹이 잉글랜드의 왕 존 시기에 깨졌다. 1199년에 리처드 1세가 죽자, 프랑스의 왕 필리프는 아르튀르가 그에게 충성하고 그리하여 프랑스의 직접적인 봉신이 되는 조건으로 앙주, 멘, 푸아트 백작으로 브르타뉴의 아르튀르를 인정하는데 동의했다. 그러나 1202년에 15세의 아르튀르는 미르보를 공격하는 중에 잉글랜드측에 사로잡힌다. 1203년 경에 수감된 아르튀르는 존 왕이 총애하는 백작 윌리엄 드 브라오스가 부임해있던 루앙으로 옮겨졌다. 아르튀르는 1203년 4월에 의문스러운 죽음을 맞이했다. 아르튀르의 법적 후계자는 브르타뉴의 알리에노르였다. 그러나 존은 알리에노르를 붙잡아 도싯에 있는 코르프성에 가뒀다.
존이 알리에노르를 통해 브르타뉴를 통치할 수 있는, 잉글랜드에 충성을 하는 가신에게 그녀를 결혼을 시킬 수 있다는걸 알고 있는 필리프 2세는 콩스탕스의 미성년자이던 딸 알릭스를 브르타뉴 여공작이라고 인정했다. 처음에는 콩스탕스의 아버지 투아르의 기가 섭정 활동을 했다. 필리프는 브르타뉴를 자신의 세력권에 고정시키도록 하게했다. 1213년에 미성년자 알릭스와 카페 왕가의 방계 피에르 모클레르크의 혼인으로 새로운 드뢰가가 시작됐다. 투아르의 기의 섭정이 끝나고, 알릭스는 명목상 공작부인으로서, 남편인 명예 (jure uxoris) 공작 피에르와 함께 통치했다. 1214년에 존 왕은 알리에노르를 그의 허수아비 여공작으로 세울 일환으로 프랑스에 군대를 파견했으나, 그의 패배로 알릭스와 피에르를 브르타뉴의 지배자로 인정됐다. 알리에노르는 1241년 잉글랜드에서 사망할 때까지 감금되어 있었고, 이렇게 조프루아 2세 가계는 단절되었다.
1235년은 피에르 1세가 그의 둘째 자식 욜랑드에게 펭티에브르 백작령을 주기 위해 펭티에브르 가문의 상속자 자격을 포기하면서 다음 세기에 일어날 브르타뉴 계승 전쟁의 발판을 마련했다.
13세기가 시작된 무렵에 브르타뉴 공국은 거의 한 세기 간 평화를 누렸다. 피에르 1세는 아들 장 1세 시기에 섭정을 계속했다. 장 1세가 성인이 되자, 피에르 1세는 공작 자리를 아들에게 넘겨주고 브르타뉴를 떠나 십자군에 합류했다. 장 1세는 나바라의 블랑슈와 혼인했다. 그의 자매 브르타뉴의 욜랑드가 사망하자, 장 1세는 직접 펭티에브르 백작령을 차지했다. 장 1세는 아들 장 2세에게 물려준다. 장 2세는 잉글랜드의 베아트리스와 혼인했고 1305년까지 다스렸다.

### 14세기

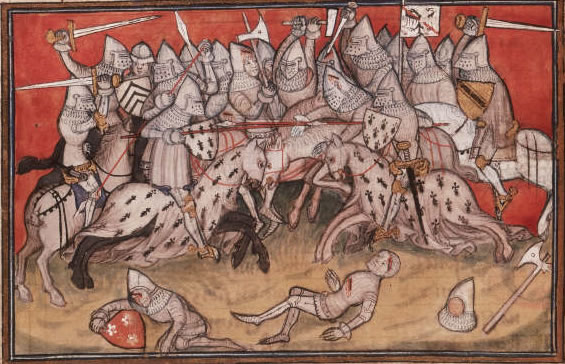
브르타뉴 계승 전쟁 중 몽포르 가문의 승리로 끝난 1364년의 오레 전투

14세기에 브르타뉴 계승 전쟁이 발발하여, 공작위는 몽포르 가문에게 넘어갔다. 1305년에 장 2세가 죽고 그의 아들 아르튀르 2세가 공작 자리를 이어받았다. 아르튀르 2세는 프랑스 국왕에게서 자유롭게 통치했다. 그의 통치 시기에 강력한 방어시설 목적의 구역 설정, 의회 정치 체재로 중요한 한발자국임을 나타내는 브르타뉴 삼부회 개설 등 행정적 혁신을 이뤄냈다. 아르튀르 2세의 집권 시기는 리모주의 마리와 첫 번째 혼인, 스코클랜드 왕비 드뢰의 욜랑드와 두 번째 혼인 등 두 차례의 혼인으로 유명하기도 하다.
리모주의 마리 사이에서 태어난 아르튀르 2세의 아들 장 3세는 공작이 되었지만, 세 차례나 혼인을 했음에도 살아있는 후계자를 두지 못 했다. 장 3세의 상속 노력은 공작 자리 상속에서 그의 배다른 형제 몽포르의 장을 부인하는데 집중했다. 그는 독립 주권 국가로서 브르타뉴를 유지하는 모든 전례 행위인 프랑스 왕을 후계자로 임명하려 했다. 브르타뉴 귀족들은 예상했던 대로 그 시도를 거부했고 브르타뉴의 독립은 계속됐다. 장 3세가 상속 계획 없이 1341년에 사망했다.
장 3세의 배다른 형제 몽포르의 장은 공작위를 요구했지만, 그의 요구는 역시나 공작위 권리를 주장하던 펭티에브르의 잔과 남편 블루아의 샤를의 주장을 프랑스의 왕이 선호하면서 거부되었다. 작위 주장자들끼리의 브르타뉴 계승 전쟁은 몽포르의 장이 그들의 요구에 따라 권리를 포기할 것을 거부하면서 발발했다. 브르타뉴 계승 전쟁은 1341년부터 1364년까지 블루아샤티용가와 몽포르가, 두 귀족 가문 간의 전쟁이다.
블루아샤티용의 샤를은 1341년부터 죽을 때까지 브르타뉴 공작이라 칭했다.
전쟁 동안에 몽포르의 장은 파리에 수감되어 있었다. 잠시 적대 행위가 줄어들자, 그는 1341년 마레트루아 조약으로 풀려났다. 그는 공작에 대한 몽포르가의 권리를 아들 장에게 남기고 1345년에 사망했다. 장의 미망인이 된 백작부인 플랑드르의 잔은 아들의 섭정으로 활동했고 아들의 이름으로 전쟁을 지속했다. 몽포르가는 잉글랜드 동맹군의 상당한 도움으로 승리를 거머줬다. 항복 조건으로 잔은 펭티에브르를 유지하는 것을 허용하고 살아있는 동안 브르타뉴 여공작 작위를 유지했다. 게랑드 조약에서, 몽포르가 출신 지배 인물이 합법적인 남자 후손을 두지 못 할 경우에 잔의 나이가 많은 직계 남자 후손이 브르타뉴 공작 자리를 상속받는 절반 정도의 살리카 계승법 합의가 이루어졌다. 장 4세는 브르타뉴 내전 이후에 어려운 통치를 하다가, 1373년에 잉글랜드로 망명을 가기를 강요당하여, 에드워드 3세의 궁정에서 지냈다.
몽포르가의 승리는 브르타뉴에서 잉글랜드의 위치를 강화시켰다. 브르타뉴 계승 전쟁에서 가장 효과적이였던 것 중 하나는 분쟁의 성과인 브르타뉴를 두고 프랑스와 잉글랜드 사이 적대 관계가 확인된 것이었다. 펭티에브르 가문과 몽포르 가문은 브르타뉴 계승 전쟁의 결과로 브르타뉴를 합병하려는 샤를 5세에 맞서는 면에서는 같이 했다. 프랑스 왕은 브르타뉴를 프랑스 왕령지로 합치려는 목적으로 프랑스 대무관장 베르트랑 드 게클랭을 파견했다. 브르타뉴 귀족들이 잉글랜드를 포함한 강력한 군대의 도움을 다시 밪아 합병에 맞서 반란을 일으키자, 장 4세는 잉글랜드로 돌아올 수 있었고, 그의 집권을 다시 시작했다. 폐위된 펭티에브르의 잔은 샤를 5세의 진격에 맞서 브르타뉴먼 궁국을 지키기 위해 장 4세를 브르타뉴로 귀환시키려는 노력에 동참했다. 장 4세는 세 명의 아내를 두었지만 세 번째 아내 나바라의 잔만이 아이를 낳아주었다. 장 4세는 1399년 11월 1일에 죽었다. 잔은 아들 장 5세의 섭정으로 있으면서, 4년 간 미망인으로 있었다   공작위를 유지하는 데 몽포르가의 어려움은 장 5세 브르타뉴가 아버지의 자리를 이어받을 때까지 계속됐다.

### 15세기

백년 전쟁 진행도.
프랑스
잉글랜드
부르고뉴
잉글랜드와 프랑스는 백년 전쟁 기간에 브르타뉴 공국에 대한 영향력을 두고 경쟁했다.

몽포르가와 펭티에브르가 간에 음모와 분쟁은 브르타뉴 계승 전쟁이 끝난 뒤에도 꽤나 계속됐다. 장 4세의 후임자인 브르타뉴 공작 장 5세는 펭티베브르의 잔의 아들에게 납치됐다. 그는 아내인 프랑스의 잔의 노력을 통해 풀려났고 펭티에브르가의 남은 재산들을 압류했다. 장 5세는 아들 프랑수아 1세에게 물려줬다. 프랑수아 1세는 남자 후계자를 두지 못했기에, 장 5세의 아들 피에르 2세가 이어받았다. 피에르 2세가 자식없이 죽자, 브르타뉴 공작위는 그의 숙부 아르튀르 3세에게 넘어갔다. 반대로 그의 자리는 조카인 프랑수아 2세가 물려받았다.
프랑수아 2세의 집권기는 모두 졌지만 샤를 8세를 상대로 한 두 차례의 전쟁, 브르타뉴 고등법원 설치, 딸 안 드 프랑스를 제외한 자녀 모두의 사망 등 많은 점들에서 주목할 만했다. 공작으로서 프랑수아 2세의 통치는 펭티에브르가와 지속된 음모로 두드러졌다. 잔 드 브로스를 통한 펭티에브르가의 브로스가계인 펭티에브르의 잔의 이후 후손들은 브르타뉴 공작에 대한 그들의 권리가 부정되었는데, 프랑수아 2세가 상속법을 개정해서 일 것이다. 프랑스와 전쟁은 결국엔 브르타뉴의 독립을 희생했고, 브르타뉴 고등법원은 루이 14세 시기까지 계속된 자치를 보장받았다. 프랑수아 2세의 유일한 후계자는 브르타뉴의 펭티에브르가와 프랑스의 발루아가에 대해 분쟁중인 조약 의무에 맞서는 몽포르가의 힘에 흠집을 내고,  딸이 주 상속자가 될 수 있는 절반의 살리카법을 따르는 브르타뉴 전통에 대한 시험이기도한, 그가 사망할 때 상속 문제가 보장된 그의 딸 안이었다. 프랑스 왕의 위치는 두 차례 전쟁 동안에 우위에 있었다. 첫 번째 전쟁이 끝나고나서, 베르제 조약에 따라, 프랑수아 2세의 유일한 자녀인 안의 혼인은 프랑스 왕의 허락이 필요했다.
프랑수아 2세는 프랑스 왕의 더욱 강해진 영향력에서 브르타뉴를 지키기에 충분할 정도로 강하게 해줄 안의 남편감을 찾았다. 브르타뉴 여공작은 처음에는 잉글랜드의 왕 에드워드 4세의 아들 웨일스 공작 에드워드와 약혼했으나, 아버지가 죽고 아들이 실종되면서, 잉글랜드의 왕위는 리처드 3세에게 넘어갔다. 그러고나서 안은 오스트리아의 막시밀리안 1세와 혼인했다.
하지만 브르타뉴와 프랑스 간에 관계는 악화되었고 프랑수아 2세는 그의 패배로 끝나게 된 마지막 프랑스와 브르타뉴 전쟁을 할 수 밖에 없었다. 광기 전쟁이라고도 불린 프랑수아 2세와 프랑스의 왕 샤를 8세 간 제2차 전쟁의 끝에 막시밀리안 1세와 안 드 브르타뉴 간의 결혼이 베르제 조약 조건으로써, 프랑스의 왕이 허락한 것이 아니라는 것을 근거로 불법임을 선포했다. 안과 샤를 8세 간의 혼인이 교황 인노첸시오 3세가 인정한 결혼식에서 이뤄졌다. 그들이 결혼하자마자, 샤를 8세는 안이 브르타뉴 여공작 작위를 쓰는 걸 허락하지 않았다. 하지만 그가 죽고나자, 안은 브르타뉴로 돌아갔고 여공작으로서 직접 통치하면서 브르타뉴의 독립을 되돌릴 순서를 밟았다. 샤를과 안 사이에 태어난 자녀들은 성인에 이르지 못 했고 이때 프랑스에게는 한 차례가 더 온 것 뿐만 아니라 브르타뉴의 새로운 상속 문제가 발생했다. 두 상속 문제는 안이 루이 12세와 혼인하면서 해결되었지만 브르타뉴의 독립성 복원과 더 많은 자치권이라는 대가를 치렀다.
1499년에, 루이 12세 사이에서 태어난 안의 단독 상속자인 클로드 드 프랑스가 브르타뉴와 프랑스의 후계자로 알려졌다. 브르타뉴에서는 게랑드 조약의 조항들이 브르타뉴 삼부회에 의해 무효화되자, 클로드는 수 세기가 흐르는 동안 상속권을 물려받은 몇몇 여공작들처럼, 직접 권한을 쥔 브르타뉴 공작이 되기를 주장했다. 하지만 프랑스는 철저한 살리카법이 작용되는 곳으로, 남자 후계자가 필요했다. 프랑스측의 요구 조건은 프랑수아 1세에게 클로드의 혼인으로 푸는 것이었다. 클로드의 아들들인 프랑수아 (도팽뿐만 아니라, 브르타뉴 공작 프랑수아 3세가 됨)와 앙리 2세는 이 대조적인 계승 문제들에 해결을 나타냈지만 브르타뉴의 독립성 상실을 가속했고 결국엔 독립적인 주권을 지닌 공작 지위가 사라졌다.

### 16세기

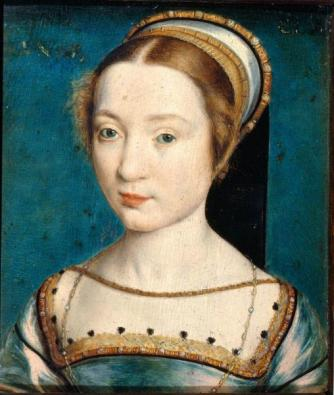
브르타뉴 여공작 클로드

안 드 프랑스를 프랑스 왕비로 만든 재혼은 16세기까지 계속됐고, 그녀는 1514년에 사망했다. 프랑스 왕비 클로드는 1515년부터 브르타뉴 여공작으로서 통치를 했지만, 남편인 프랑수아 통치하에서는 브르타뉴 공국내 독립 정부를 유지할 수가 없었다. 샤를의 아들 프랑수아 1세는 브르타뉴 공작 작위에 올랐지만, 이것이 브르타뉴의 독립성을 향상시키는 것을 의미하는 것은 아니였다. 펭티에브르가 출신 일부가 프랑스에 의해 브르타뉴 지역의 왕실 관리로 임명되었다. 그들의 브르타뉴 공작 자리에 대한 주장이 실패한 것이 프랑스 왕국내로 브르타뉴 공국을 합병시키는 것을 가속화했다. 이 당시에 브르타뉴 공작위는 독립적인 통치자 지위를 상실하기 시작했고 명목상 작위가 되기 시작했으며, 브르타뉴 지역은 독립성을 잃고 프랑스의 주가 되었다.
중세 시대 기간에 프랑스의 왕들은 브르타뉴 공국이 봉건적으로 프랑스 왕국의 일부에 속한다고 생각했다 (즉, 브르타뉴가 프랑스 왕국의 전통적인 영토에 속해있어, 프랑스의 왕이 브르타뉴 공국의 대군주가 된다고 간주했었다). 하지만 실제로 브르타뉴 공국은 사실상의 독립적인 주권 국가였다.
공국의 독립적인 통치자 성향은 브르타뉴 공작 프랑수아 2세가 죽으면서 끝나기 시작했다. 공국은 프랑수아 2세의 딸 안이 상속했으나, 브르타뉴 영토를 프랑스 왕령지로 가져오기로 결심한 프랑스의 왕 샤를 8세는 안의 결혼을 무효시키고 교황의 인정을 받은 일련의 행동들을 통해 강제로 그녀와 결혼했다.  이에 대한 결과로 프랑스 왕국과 브르타뉴 공국은 혼인으로 동군연합에 놓였고, 프랑스의 왕은 명예직으로서 브르타뉴 공작 작위를 보유했다. 이 혼인 동안에 샤를 8세는 안이 브르타뉴 공작부인 작위를 쓰는 걸 금지했고, 브르타뉴 공국내 펭티에브르가에서 왕령지 관리인을 임명했다.
그럼에도 법적으로 브르타뉴 공국은 프랑스에게서 분리된 체로 남았으며, 왕과 왕비의 혼인을 통해서만 연결되었고, 1498년에 샤를 8세가 자식 없이 사망하자, 브르타뉴 공작 작위는 프랑스의 왕 후임자인 루이 12세에게 넘어가기 보다는 안에게 남았다. 안 드 브르타뉴는 브르타뉴로 돌아와 자주적 통치를 다시 성립했다. 그러나 새롭게 왕위에 오른 루이 12세는 안과 결혼했고, 이에 따라 프랑스의 왕은 다시 명예직으로서 브르타뉴 공작위에 올랐다. 법적으로 브르타뉴는 여전히 별개 지역으로 남았고, 장차 미래도에도 당시 공작 자리를 차지하고 있던 몽포르가문 혈통이 좌우했다. 안이 사망하자, 브르타뉴는 프랑스 왕에 남아있기 보다는 그의 딸이자 상속자인 클로드에게 넘어갔다.

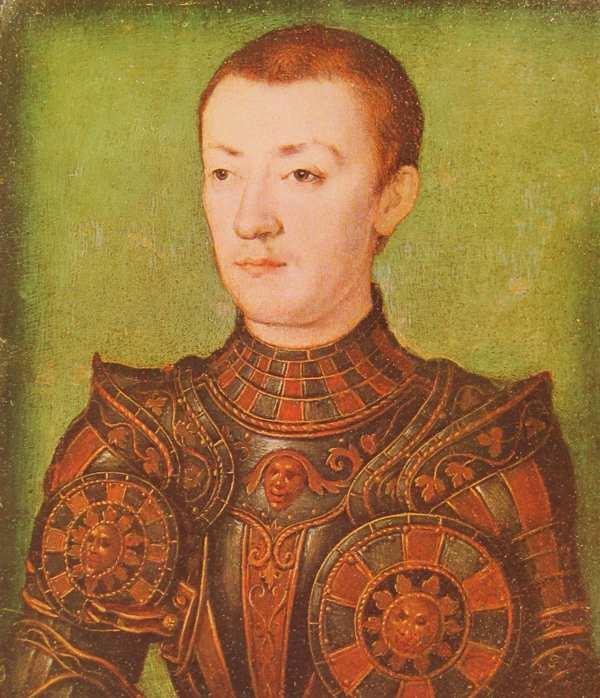
브르타뉴 공작 프랑수아 3세

클로드는 미래에 프랑스의 왕 프랑수아 1세와 혼인했다. 이 혼인과 프랑스 왕위 상속을 통해서, 프랑스의 왕은 다시 한번 명예직으로서 브르타뉴 공작이 되었다.  1524년에 클로드의 죽음은 마지막으로써 다시 한번 공국과 프랑스 왕위를 분리시켰다 (만료되어서). 어머니처럼 클로드는 여공작이였기에, '공작'이라는 작위는 남편이 가질 수 없었고, 대신에 프랑스의 도팽이기도 했던 그녀의 아들 브르타뉴의 프랑수아 3세에게 넘어갔다. 법적으로, 프랑스의 군주와 공국은 다시 분리되었으나, 브르타뉴 공작이 어렸으므로, 공국은 불가결하게 몇 년간 프랑스의 통치를 받았다. 프랑스의 왕은 공국을 왕실의 지배로 유지하는데 약간의 어려움을 겪었다. 브르타뉴의 독립은 1532년에 브르타뉴 삼부회가 프랑스 왕실과 영구적 연합을 선언하면서 완전히 끝나고 말았다. 법적으로도 브르타뉴 공국은 프랑스의 일부였다.
프랑수아 3세는 브르타뉴 공작 자리를 유지했지만, 1536년에 프랑스 왕위에 오르지 못 하고 죽었다. 그의 자리는 프랑스 왕과 브르타뉴 공작 (실질) 두 자리에 모두 오른 첫 인물인 동생 앙리가 이어받았다. 앙리 2세로서, 앙리의 프랑스 왕위 상속과 함께 브르타뉴 독립의 흔적이 끝내버렸다. 프랑스 왕위와 브르타뉴 공작위는 상속을 통해 합쳐졌고, 그럼에 따라 프랑스로에 브르타뉴 합병이 완료되었다. 앙리 2세는 브르타뉴 공작 자리를 단독으로 즉위하지는 않았다. 그럼에도 앙리는 그레이트 브리튼 왕국과 콘월 공국 같은 유사한 위치에 해당하는 프랑스 왕국과 별개의 법적 지위를 가진 브르타뉴를 만들려고 했다. 일부 역사에서 이런 행위는 프랑스 왕위
를 상실했을 경우에 왕과 왕의 후계자들을 지킬 수 있는 공작령 영토가 될 수 있음을 의미했다. 이 합법적 분리 시도는 그의 통치 시기에는 이뤄지지 못 했다.
앙리 3세 (클로드의 마지막 직계 남손)가 죽자, 브르타뉴는 클로드의 가장 가까운 후계자들 (로렌 공작 앙리 2세나 인판타 이사벨라 클라라 에우제니아)에게 주어지기 보다는 다음 프랑스 왕위 계승자 나바르의 앙리에게 왕령지의 일부로써 주어졌다. 클로드의 후계자들은 형식적으로는 앙리의 후임자들이였으나, 공작령에 대해 권리를 주장하기에는 문제가 있었다. 가장 큰 문제는 주권을 지닌 공작위는 프랑스 왕위에게서 떨어져 나갈 수 없다는 것이었다. 한편, 프랑스 왕위와 스페인 왕위는 스페인의 펠리페 통치를 시작으로 영구적으로 분리됐다.
1582년에 클로드의 마지막 남계 인물이자 그녀의 손자인 앙리 3세는 그의 처남 및 메르퀴르 공작 필리프 에마뉘엘을 가톨릭 동맹군의 지휘관, 브르타뉴 총독으로 임명했다. 아내 마리 드 뤽상부르의 상속권을 사용하여, 메르퀴르 공작은 1589년부터 브르타뉴의 독립을 이루기 위해 활동했고, 자신의 아들 필리프 루이 드 로렌메르퀴르 (Philippe Louis de Lorraine-Mercœur)를 "브르타뉴 군주 및 공작"으로 선포하고, 낭트에 정권을 세웠다. (인판타 이사벨라는 앙리 3세의 맞누이의 장녀였지만 여성이라는 것이 지위를 약하게 했고, 인판타로서 그녀의 지위는 브르타뉴 공국 상속에 대해서는 쓸 수 없었다). 모계쪽 혈통을 통해, 그는 샤를 드 블루아의 펭티에브르가 출신의 아내인 조안 공작부인의 직계 장자 상속 후계자였다. 메르퀴르는 스페인의 지원을 받아 낭트에 정권을 세웠다. 그는 항복한 1589년 3월 20일까지 앙리 4세가 브르타뉴를 정복하는 것을 막아냈다. 그 뒤에 앙리 4세는 자신의 사생아를 메르퀴르의 막내 딸과 결혼시켰고, 그리하여 프랑스의 브르타뉴 직접 통치가 보장되었다. 메르쾨르는 그 후에 헝가리로 망명을 갔다.
브르타뉴 공작위는 프랑스 왕의 작위로서 사용되는 것이 대부분 중단되었다. 이 작위가 프랑스의 왕이 자신의 직계 후손들 중 한 명에게 내려줄 때 사용되었고, 명목상의 직위만을 가졌다.

### 17세기와 18세기

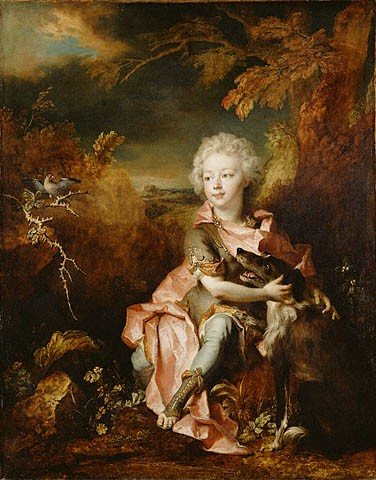
마지막 브르타뉴 공작 루이

프랑스 왕의 통치 밑에서 브르타뉴 귀족들은 여러 독립적인 브르타뉴 공작들이 수여해준 특권들을 계속해서 누렸다. 어느정도 브르타뉴의 켈트식 관습법이 유지되었고, 브르타뉴 삼부회와 브르타뉴 고등법원은 파리에 있는 프랑스 법원 체계에서 분리되었다. 이 의회 체계에서 세금 감면, 브르타뉴 의회 참석권, 상속 문제에서 완전한 살리카 법이 적용되는 프랑스보다는 절반적 살리카 법이 적용되는 브르타뉴의 전통에서 브르타뉴 귀족들의 작위 유지등을 포함한 브르타뉴 귀족 특권이 보장되었다.
앙리 2세 이후로, 브르타뉴 공작위는 200년 간 사용되지 않았다. 브르타뉴 공작위는 루이 14세의 증손자가 브르타뉴 공작 루이로 임명되면서 다시 나타났다. 루이는 프랑스 혁명 이전에 브르타뉴 작위를 가진 마지막 인물이였고 프랑스 왕위 상속을 살아있을 때 하지 못 했다. 그가 죽을 때, 그 작위는 효과적으로 소멸됐다.
여러 시대 동안에 스페인 귀족들이 명목상 작위인 브르타뉴 공작에 대한 권리를 프랑스에서는 합법으로 여기지 않았고, 프랑스 왕이 그 작위를 칭하거나 다른 이들에게 내려주도록 프랑스 왕위에 합쳐 명백히 한 루이 14세가 사용했다. 공작위에 대한 루이 14세의 행위는 위트레흐트 조약에서 스페인 왕위 획득 조건으로 부르봉의 스페인 방계 가문이 모든 프랑스의 권리와 상속권을 포기한다는 사실을 강조하는 것이었다.
프랑스 혁명 직전에 브르타뉴 고등법원 지도자들은 연합 조약하에서 프랑스 왕이 브르타뉴 공작으로서 임무를 다하고 브르타뉴인들의 특권을 보장하는 내용을 담은 항의를 루이 16세에게 보냈다. 왕의 반응은 브르타뉴 고등법원과 친하게 지내는 것이었다. 항의는 새지 드 크랑퓔 백작 (Comte de Saisy de Kerampuil)과 다른 이들이 이끈 브르타뉴 고등법원 사람들이 루이 14세에게 전달했다.
프랑스 왕 루이 16세가 브르타뉴 고등법원을 해산시켰을 때, 그는 절대 군주로서 자신의 권리를 강화하기 위해 그랬다  (브르타뉴 고등법원이 필수는 아니였다). 그는 중앙 집권 체제로 발전시키기 위해 그렇게 했으나, 그래도 브르타뉴 귀족들의 전통적 특권으로 인정받은 브르타뉴의 자치권을 보장하고 브르타뉴 공작으로서 활동했다. 브르타뉴 고등법원은 이때 이후로 더 이상 소집되지 않았다. 프랑스 혁명 시기에 브르타뉴의 법적 지위를 프랑스 국민 의회가 없앴다. 브르타뉴 지역은 오늘날 프랑스로 이어진 5개의 데파르망으로 나뉘고 지배되었다.

## 사회, 문화, 통치

### 경제
브르타뉴의 북쪽과 서쪽은 목농업 경제에 의존했고, 남동쪽은 따뜻한 날씨를 누렸고 소작지를 기반으로 한 다양한 작물, 목농업을 했다. 브르타뉴 지역은 어업과 무역업을 포함해 활발하고 다양한 해양 경제를 누렸다. 브르타뉴 공국 시기에 많은 화폐들이 존재했으며, 브르타뉴 공작들이 때로는 직접 동전을 주조하기도 했다. 금과 은이 무역에 사용되기도 했다.

### 민간 전승과 신화

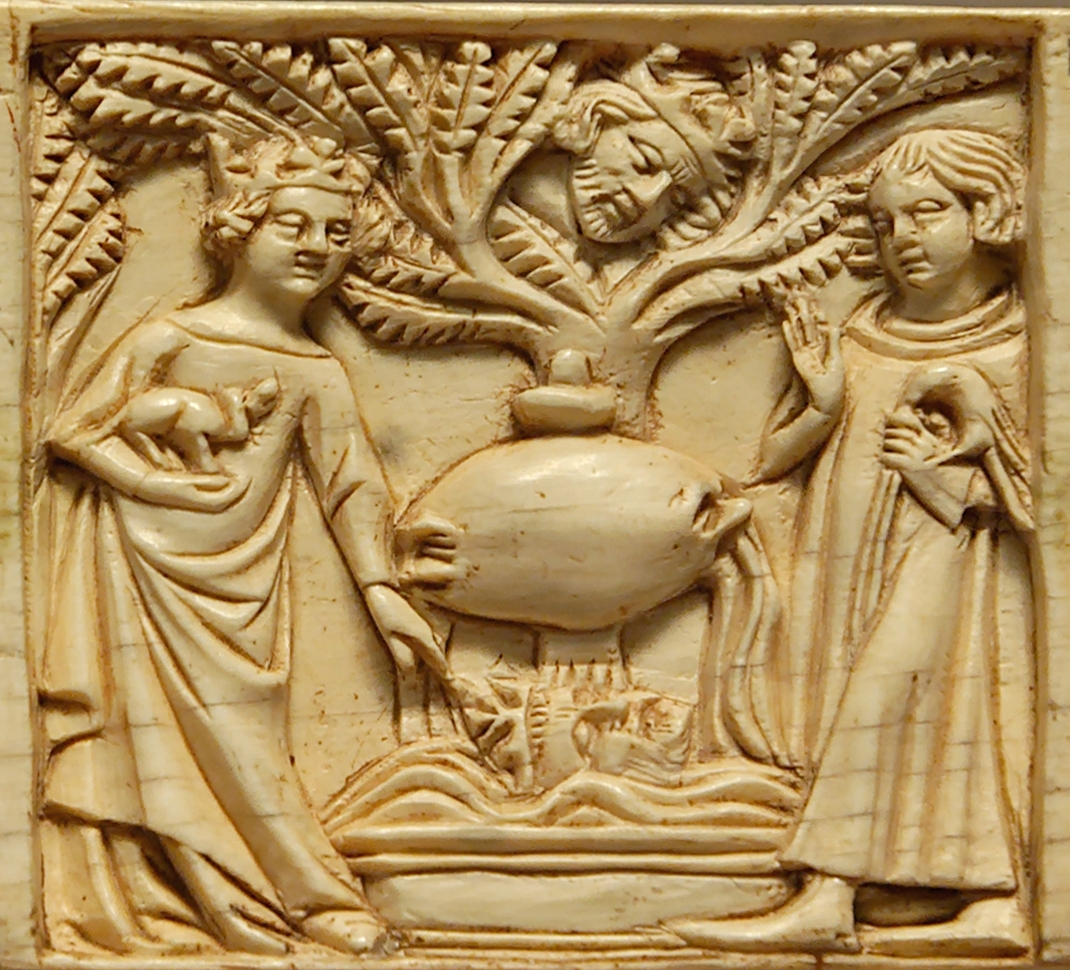
14세기 브르타뉴의 로맨스 트리스탄과 이졸데

12세기에, 코낭 메리아도크의 신화가 북서유럽에서 인기를 끌었다. 18세기 무렵에 그 이야기들이 신화로 기록되었다.
연대기 작가 요르다네스는 켈트족의 “위대한 지도자”인 리오타무스가 470년경에 로마 황제를 대신하여 브르타뉴 지방에서 싸웠다는 기록을 남겼으나 같은 시기 증거는 부족하다.
브르타뉴와 노르망디 지역의 바이킹 약탈 시기 연대기 작가들은 올라프가 돌 인근 브르타뉴 북쪽 해안가를 약탈했다고 이야기했다.

### 로마 가톨릭교회의 역할

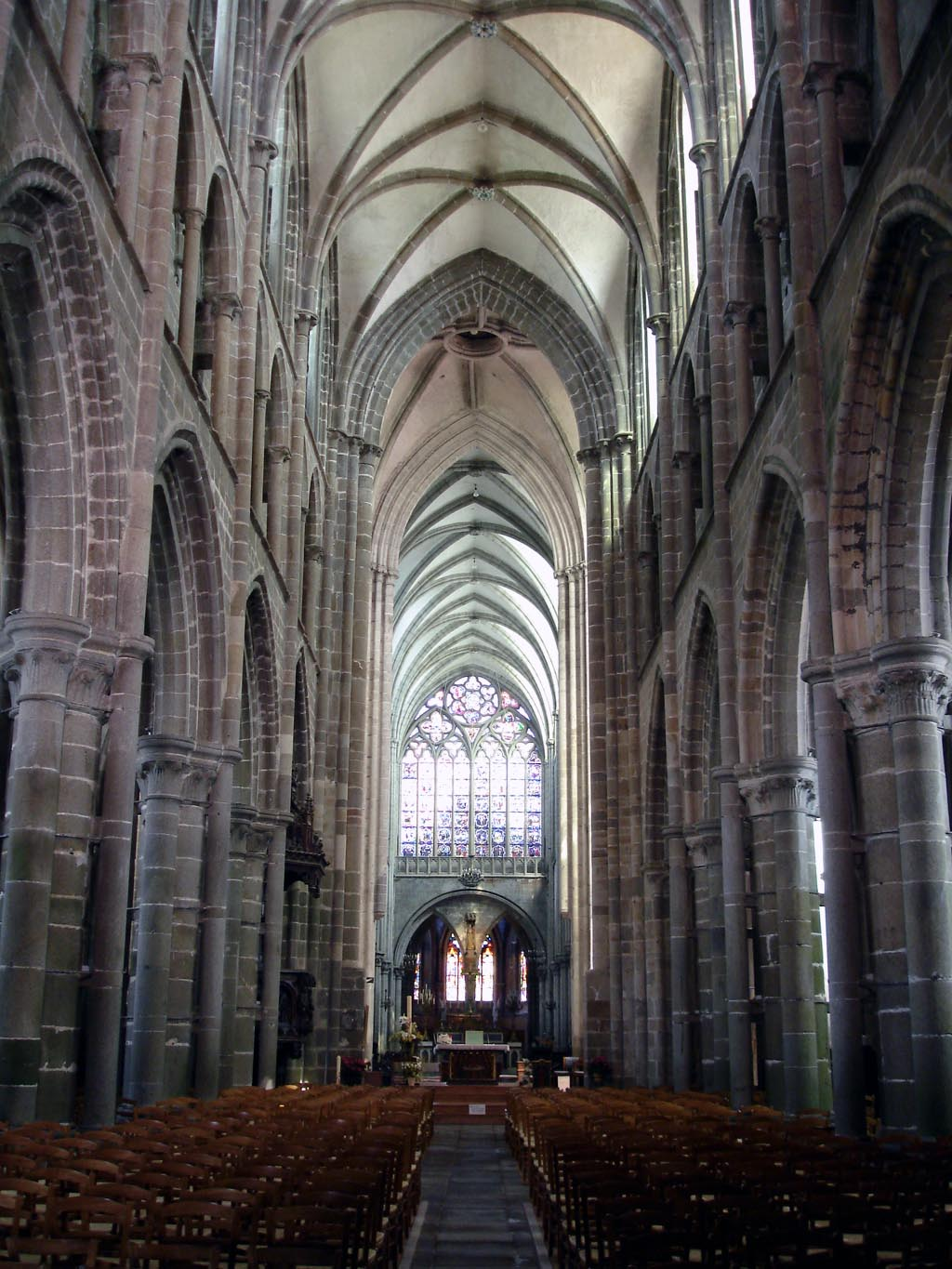
성 삼손에게 헌정된 옛 돌 대교구소, 돌 대성당의 내부

브르타뉴 공국은 11세기 그레고리오 개혁의 여파 속에서 대형 수도회의 성장에 영향을 받았다. 브르타뉴 귀족들의 지원을 받아, 새로운 교회와 수도원들이 지어졌고 교회행정이 더욱 활발해졌다. 13세기에, 새로운 탁발 수도회가 도심 중심지를 다스리던 영주들의 지원을 받아, 공국 전역에 퍼졌다. 이 탁발 수도회들은 대중적이었고, 15세기에는 더욱 번창했다. 이 지역 성인들의 유해가 인기를 갖기도 했고, 성모 마리아와 사도 요한 같은 가톨릭 성인들과 관련된 유해들은 13, 14세기에 인기가 급증했다.

### 관습과 법
10-11세기에 세워진 브르타뉴 공국은 수 많은 지방성들의 성주들에서부터 도심 중심지에 소수의 백작들과 브르타뉴 공작들을 포함한 브르타뉴의 세습적인 영주들을 통해 운영된 법률과 관습을 지닌 봉건 사회였다. 지방 영주 집단들에 대한 의존은 이 지역에서 과거 켈트와 카롤링거 정치 세력들과 함께 단절되었다. 역사가 갈리우와 존스가 묘사하기를, 브르타뉴의 귀족들은 그들의 견해에서 "보수적이고 고집적" 이라고 묘사하지만, 프랑스 사회와 문화에 아주 많은 영향을 받아, 때로는 지역 전통과 관습 같은 과거 문화와의 긴장 상태를 만들기도 했다.

### 의회 정치 성장

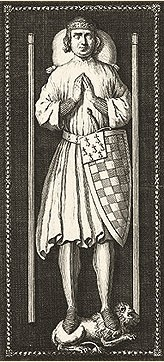
아르튀르 2세

브르타뉴 삼부회는 브르타뉴가 프랑스에게서 완전한 독립 국가라고 생각한 아르튀르 2세가 세웠다. 그는 1309년에 처음으로 브르타뉴 삼부회를 소집했다. 의회 정치 체제를 만들었을 뿐만 아니라, 아르튀르 2세는 아르튀르 2세는 삼부회에 혁신을 더했다.
이 의회 정치 체계는 브르타뉴 계승 전쟁에서 두드러지게 나타났고 몽포르가를 지지하여 펭티에브르가의 공작위 요구 문제를 해결하는 데 도왔다. 브르타뉴 삼부회는 몽포르가 출신 프랑수아 2세의 집권기에 게랑드 조약의 조항들을 무효로 하고 안이 프랑수아의 유일하고 합법저인 후계자임을 승인하도록 활동했다. 안을 브르타뉴 여공작으로 지지하는 행위는 펭티에브르가의 공작위 주장을 효과적으로 끝냈다.
브르타뉴 고등법원은 1485년 프랑수아 2세가 세웠고 반에서 처음 소집됐다. 나중에 고등법원은 렌으로 옮겨졌는데, 그곳의 고등법원 건물의 남은 일부는 오늘날 사법부 용도로 쓰인다. 초기에 브르타뉴 고등법원은 독립적인 사법부 기능을 했고 다른 것들에서도 브르타뉴 귀족들의 오래된 권리들을 지키기 위함이 목적이었다. 고등법원의 많은 인물들은 브르타뉴 삼부회의 인물들이기도 했다.
브르타뉴 공국이 프랑스 왕령지로 합병된 후, 브르타뉴 고등법원은 프랑스 왕국에게서 분리된 공국의 권리에 대한 관리와 보존에 관한 많은 책임을 가져왔다. 프랑스의 앙리 2세는 브르타뉴 공작으로서, 모든 권리를 보유했지만, 그는 자주 공작령에 있지 않거나 브르타뉴 고등법원의 독립적인 행위를 완전히 보존하려고 하지 않았다. 루이 14세, 루이 15세, 루이 16세 등 프랑스의 왕들이 통치 시기에 더욱 중앙집권화를 하면서, 프랑스 왕국과 브르타뉴 공국 사이에 긴장감이 커졌다. 1771년 9월에 브르타뉴 고등법원이 루이 16세의 명령으로 폐쇄됐는데, 프랑스 국민의회는 그 후인 1790년에 브르타뉴 대법원을 폐쇄하는 법령을 반포했다. 브르타뉴 대법원이 소집되어 그들은 이 법령이 고등법원이 세워졌을 때 기반으로 한 브르타뉴 법률과 전통에 토대로 한 법률적 강제성이 없다고 보았다.  이 주장에도 불구하고, 브르타뉴 고등법원은 1790년 이후로 다시는 소집되지 못 했다.

### 리치먼드셔
1066년 정복왕 윌리엄을 위해 싸운 브르타뉴 귀족 가문 출신의 귀족들은 초대 리치먼드 영주들이자, 초창기 잉글랜드의 리치먼드 백작들이었다. 앨런 루퍼스는 윌리엄의 백작 중 하나로 리치먼드성을 지었다. 코낭 3세는 폐위당한 마틸다 황후에 맞서 직접 스티븐과 동맹을 맺었다. 그의 지원으로, 스티븐은 코낭의 사위 알랑을 초대 리치먼드 백작으로 만들어줬다.
브르타뉴 공작 아르튀르 3세 (1393년 8월 24일– 1458년 12월 26일)는 아르튀르 드 리슈몽 (Arthur de Richemont, 리치먼드의 아르튀르)라 알려졌고 명목상 리치먼드 백작이었다. 노년 시기 11달 동안에, 아르튀르는 조카가 죽고 그가 가진 작위들을 상속하고나서 브르타뉴 공작이자 몽포르 백작이었다. 아르튀르의 아버지 브르타뉴 백작 장 5세기 죽은 후에 잉글랜드는 그의 후임자들을 백작으로 인정하기를 거부했다. 그럼에도 브르타뉴 공작들은 그 잉글랜드의 작위가 1414년에 랭커스터의 존  (1389년–1435년)에게 주어졌음에도, 스스로 "리치먼드 백작"이라 계속 칭했다.
프랑수아 2세는 잉글랜드의 리처드 3세로부터 안전한 곳을 찾아 잉를랜드에서 망명해 온, 장차 잉글랜드의 왕 헨리 5세가 되는 헨리 튜더를 접대했다. 리치먼드내 브르타뉴의 재산은 브르타뉴 공작 프랑수아 2세가 헨리에게 그의 모든 권리를 포기할 때, 잉글랜드 측으로 명백히 넘어갔고, 그리하여 헨리는 그가 리치먼드 백작 작위를 사용하는 걸 허락해주었다.

## 유산

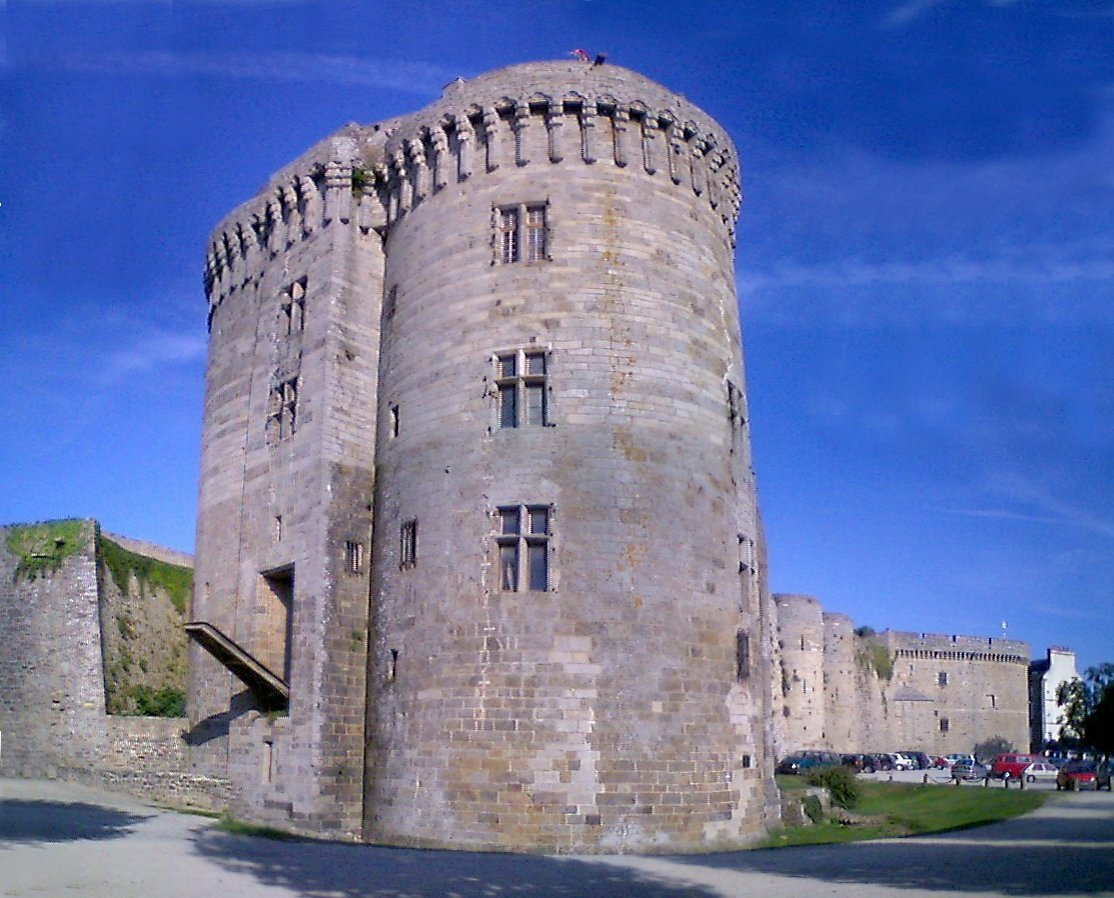
여공작 안의 감옥 14세기에 지어진 디낭성

오늘날에 브르타뉴 공국은 없다. 브르타뉴 공국과 브르타뉴 공작위, 브르타뉴 공작으로서의 역할 모두 현재 프랑스 제5공화국에는 존재하지 않는다. 렌에 있는 브르타뉴 고등법원도 존재하지 않는다. 루이 16세가 고등법원을 해산시켰지만 고등법원은 입법 및 사법적 기관을 해산하는 정권이 단독으로 했음을 근거로 들며 왕의 해산 명령을 부정하는 의사를 나타냈다. 1956년 이후로. 옛 브르타뉴 공국의 80%만을 포함한 브르타뉴 레지옹도 존재하지 않는다. 옛 공국의 나머지 20%는 브르타뉴 공국의 옛 수도인 낭트를 주도로 하는 페이드라루아르에 포함된 루아르아틀랑티크 데파르망에 속한다.

## 같이 보기
- 복자 샤를 드 블루아 샤티용
- 낭트의 브르타뉴 공작성 (샤토 데 뒤크 드 브르타뉴)
- 브르타뉴 공작 가계도
- 브르타뉴 종교인 목록
- 브르타뉴 통치자 목록
- 브르타뉴 통치자 배우자 목록
- 브르타뉴와 프랑스 간 연합

## 참고 문헌
- Bachrach, Bernard S. (1993). 《Fulk Nerra the Neo-Roman Consul, 987-1040: A Political Biography of the Angevin Count》. University of California Press. ISBN 0-520-07996-5.
- Booton, Diane E. 《Manuscripts, Market and the Transition to Print in Late Medieval Brittany》.
- Bradbury, Jim (2000). 《The Capetians: Kings of France, 987-1328》. London: Hambledon Continuum. ISBN 978-1-85285-528-4.
- 《The Columbia Encyclopedia in One Volume》. Morningside Heights, New York City, New York, USA: Columbia University Press, Clarke F Ansley, Editor in Chief. 1935.
- Crouch, David (2002). 《The Normans: The History of a Dynasty》. London: Hambledon. ISBN 978-1-85285-595-6.
- Delumeau, Jean (1969). 《Histoire de la Bretagne》. Toulouse, France: Edouard Privat editeur; Jean Delumeau, directeur, with contributing authors P-R Giot, J L'Helgouach, J Briard, J-B Colbert de Beaulieu, L Pape, P Rache, G Devailly, H Touchard, J Meyer, A Mussat, and G Le Guen (chapters do not specify individual authors).
- Everard, Judith A. (2000). 《Brittany and the Angevins: Province and Empire 1158–1203》. Cambridge, UK: Cambridge University Press. ISBN 978-0-521-66071-6.
- Frélaut, Bertrand (2000). 《Histoire de Vannes》. Éditions Jean-Paul Gisserot. ISBN 2-87747-527-1.
- Galliou, Patrick; Jones, Michael (1991). 《The Bretons》. Oxford, England and Cambridge, US: Blackwells. ISBN 9780631164067.
- Hallam, Elizabeth M.; Everard, Judith A. (2001). 《Capetian France, 987–1328》 2판. Harlow, England: Longman. ISBN 978-0-582-40428-1.
- Howarth, David Armine (2008). 《1066: The Year of the Conquest》. Paw Prints. ISBN 978-1-4395-1242-5.
- Jones, Michael (1988). 《The Creation of Brittany: A Late Medieval State》. London: Hambledon Press. ISBN 0-907628-80-X.
- Keats-Rohan (1992). 《"The Bretons and Normans of England 1066-1154" Nottingham Medieval Studies》 (PDF). 2011년 7월 24일에 원본 문서 (PDF)에서 보존된 문서. 2018년 9월 22일에 확인함.
- Nouailhat, Yves Henri (1979). 《Bretagne: écologie, économie, art, littérature, langue, histoire, traditions populaires, in vol. 16. d'Encyclopédies régionales》. France: Le Puy,  C Bonneton editor.
- Patterson, Benton Rain (2004). 《Harold and William; The Battle for England, A.D. 1064-1066》. The History Press. ISBN 978-0-7524-2984-7.
- Price, Neil S. (1989). 《The Vikings in Brittany》. Viking Society for Northern Research, University College London. ISBN 978 0 903521 22 2.
- Smith, Julia M. H. (1992). 《Province and Empire: Brittany and the Carolingians》. Cambridge, UK: Cambridge University Press. ISBN 978-0-521-38285-4.